# China United Airlines
China United Airlines Co., Ltd. (en chino tradicional, 中國聯合航空有限公司; en chino simplificado, 中国联合航空有限公司; pinyin, Zhōngguó Liánhé Hángkōng Yǒuxiàngōngsī) es una aerolínea de bajo costo con sede en Pekín, China. Opera vuelos regulares y servicios chárter en cooperación con empresas locales desde el aeropuerto de Pekín-Daxing.

## Historia

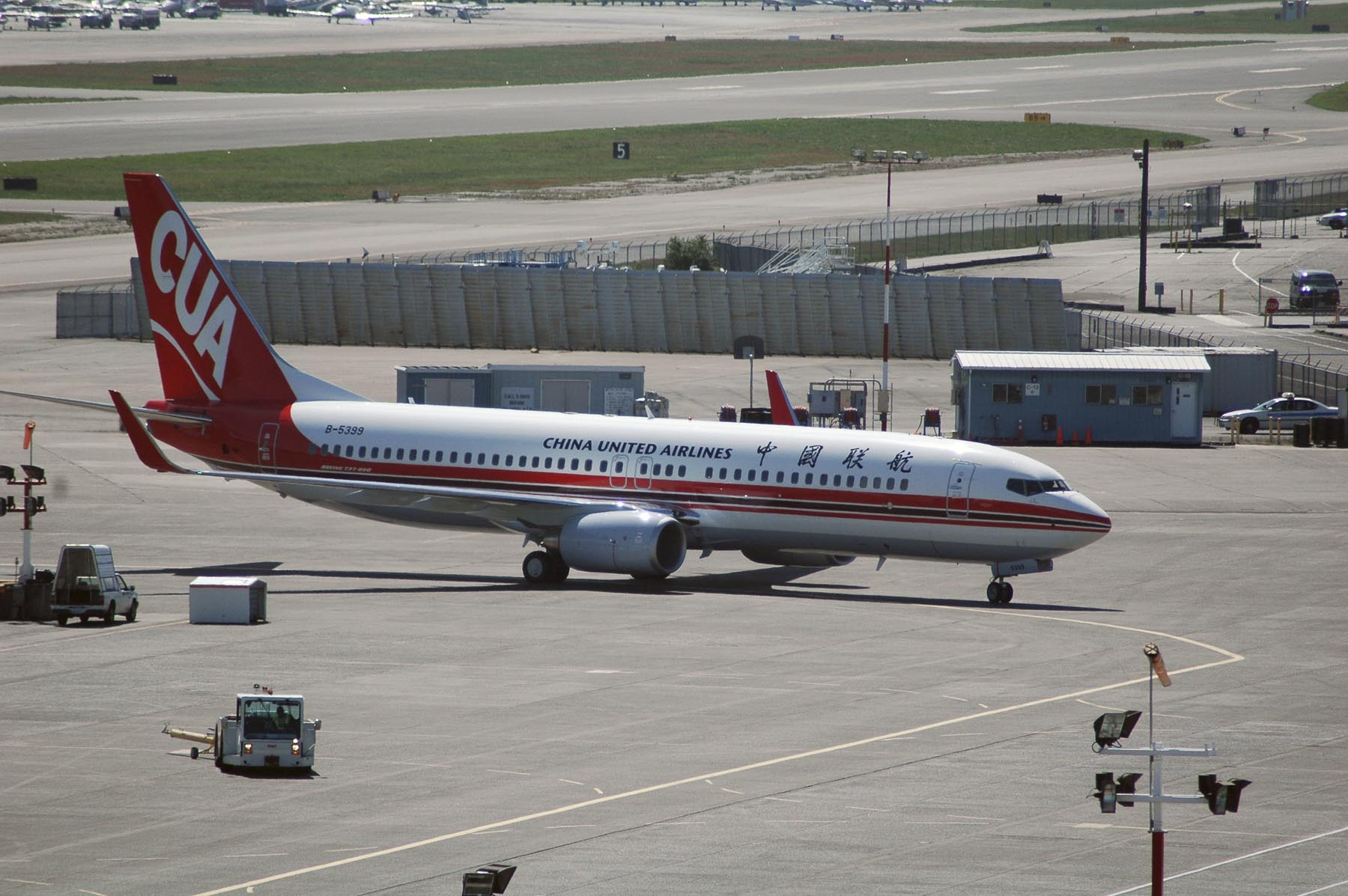
Boeing 737-800 de China United Airlines

China United Airlines fue establecida en 1986 como una rama de la división de transporte civil del Ejército Popular de Liberación. En noviembre de 2002 cesó todos sus servicios regulares, seguido de una suspensión total de sus operaciones de vuelo en el 2003 debido a una regulación gubernamental china que prohíbe al Ejército la participación directa en actividades comerciales. El 4 de junio de 2005 la Administración de Aviación Civil China reactivó la aerolínea, ahora como Shanghai Airlines, manteniendo un 80 por ciento de la participación, CASGC se mantuvo como accionista secundario. A pesar de que desde entonces ha perdido su condición de militar, todavía se le permite el uso de aeropuertos militares, a diferencia de otras compañías aéreas chinas.

### Conflicto diplomático con Estados Unidos
En 2000 China United Airlines gastó 120 millones de dólares para comprar un Boeing 767-300ER como jet privado para Jiang Zemin. Varios días antes de su primer vuelo se descubrieron 27 dispositivos de escucha secretos instalados en inodoros, asientos y paneles de la aeronave. Los aparatos de escucha eran controlados y monitoreados por satélite. La CIA, la embajada estadounidense en China y China United Airlines se negaron a comentar sobre este incidente.

## Flota
A junio de 2020, la flota de China United Airlines se compone de las siguientes aeronaves, con un promedio de edad de 5.5 años: